# Miguel Alexandrovich da Rússia
Miguel (em russo:  Великий Князь Михаи́л Александрович Рома́нов, transl. Velikiy Knyaz Mikhail Aleksandrovich Romanov; São Petersburgo, 22 de novembro de 1878 — Perm, 12 de junho de 1918) foi o filho mais novo e quinto filho do czar Alexandre III da Rússia e irmão mais novo de Nicolau II, e foi de jure Imperador da Rússia depois que seu irmão Nicolau II abdicou em 1917 e proclamou seu irmão "Imperador Miguel II", mas Miguel se recusou a tomar o poder um dia depois.
O governo da Rússia foi assumido pela Duma, na figura do príncipe liberal Georgy Lvov.

## Família e infância
O grão-duque Miguel Alexandrovich Romanov nasceu em São Petersburgo no dia 9 de dezembro de 1878, sendo o quarto filho do czarevich Alexandre Alexandrovich (futuro Alexandre III) e da sua esposa, a antiga princesa dinamarquesa, conhecida na Rússia por Maria Feodorovna. Misha, como era conhecido pela sua família e amigos mais próximos, era, sem dúvida, o filho preferido dos seus pais. O seu pai subiria ao trono em 1881, após o assassinato do seu avô, Alexandre II da Rússia.

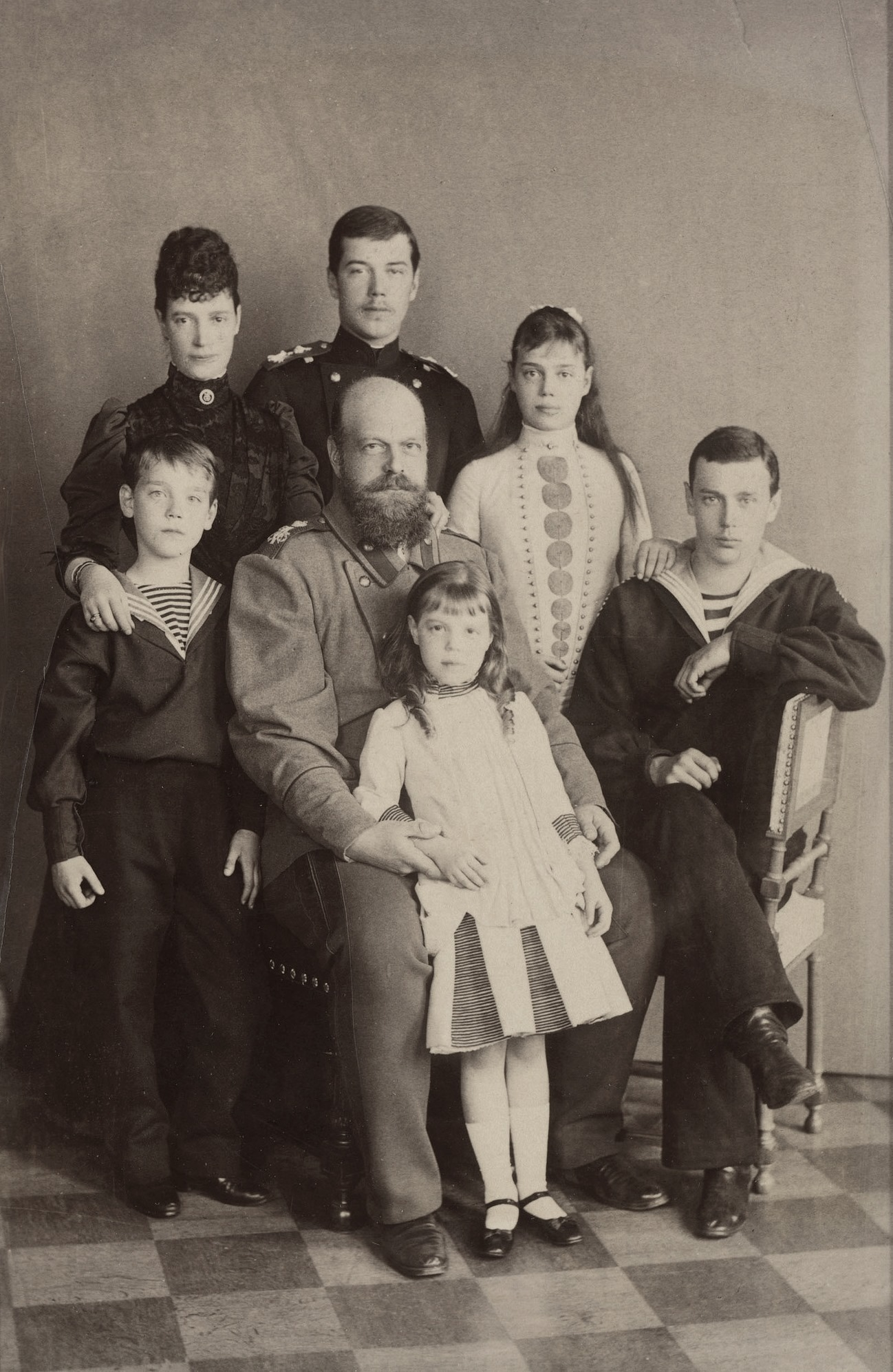
Miguel (1º da esq.) com a sua família

A infância de Miguel foi passada sobretudo no Palácio de Gatchina, localizado nos arredores de São Petersburgo, antiga residência do seu trisavô Paulo I da Rússia. Neste palácio vivia-se num ambiente relaxado de casa de campo e simplicidade sem grandes luxos. Enquanto Alexandre III da Rússia era austero e dominador como czar e com outros membros da família, com os seus filhos era um pai devoto e relaxado, especialmente com Miguel. Nicolau II da Rússia era conhecido como uma criança tímida e insegura, mas, pelo contrário, Miguel era amistoso e mostrava bem a confiança interior de filho predileto.
Entre os seus irmãos, Miguel era mais próximo da sua irmã mais nova Olga Alexandrovna ,que o tratava por "querido, querido Floppy". Olga e Miguel viajavam bastante juntos e a primeira paixão de Miguel foi com uma das suas damas-de-companhia chamada Dina. Essa relação não foi considerada própria para um grão-duque e terminou graças aos esforços da sua mãe. Misha estava ao lado do seu adorado pai quando este morreu subitamente em 1894.

## Herdeiro ao trono
Em 1899, quando Miguel tinha 20 anos, o seu irmão mais velho, Jorge Alexandrovich, morreu de tuberculose. Como Nicolau e Alexandra ainda não tinham um filho, Misha recebeu o título de czarevich até a agosto de 1904, quando o seu sobrinho Alexis Nikolaevich nasceu. Quando Alexandra estava grávida de Anastásia, Nicolau II da Rússia esteve muito próximo da morte quando sofreu de febre tifoide. Foi só durante essa altura que Alexandra soube das leis paulistas que impediam as suas filhas de subir ao trono. Muitos dizem que foi então que começou a sua obsessão em ter um filho. Felizmente para todos, Nicolau sobreviveu e Miguel pôde regressar à sua rotina normal.
O papel de um jovem adulto herdeiro ao trono na família Romanov era muito semelhante ao que hoje faz um vice-presidente nos Estados Unidos: participava em muitos casamentos e funerais. Miguel representou Nicolau tanto no funeral da rainha Vitória do Reino Unido em 1901 como no do rei Eduardo VII do Reino Unido em 1909. A relutância do czar em abandonar a sua jovem família fazia com que as viagens de Miguel aumentassem, tanto no seu país como no estrangeiro.
Como resultado das suas viagens, Miguel tornou-se numa espécie de cavalheiro britânico. Muitos dos seus gostos e preferências reflectiam os da aristocracia inglesa da altura. Era um brilhante cavaleiro, sabia conduzir na perfeição e adorava animais e estar no campo. Durante estes anos, quando estava na Rússia, vivia no seu palácio de infância, Gatchina.
Um dos seus outros deveres levou, indirectamente, ao seu casamento em 1912. Durante muitos anos, Miguel foi o comandante da Guarda Imperial que tinha o seu quartel-general em Gatchina. Foi aí que conheceu a esposa de um dos oficiais, Natalia Wulfert, em 1906. O escândalo causado por esta ligação foi o segundo do tipo na família. Antes o seu tio, o grão-duque Paulo, tinha casado com a estranha ex-mulher do adjunto de Vladimir Alexandrovich da Rússia.

## Prospectivas de casamento

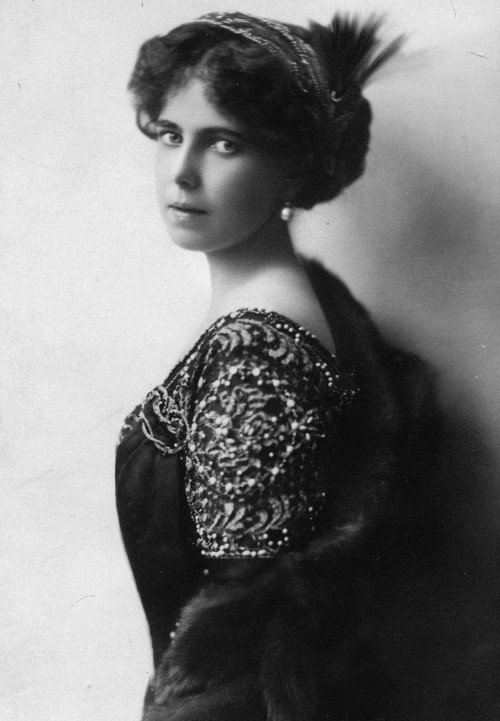
Princesa Beatriz de Saxe-Coburgo-Gota

Em 1902, Miguel teve um romance com a princesa Beatriz de Saxe-Coburgo-Gota, a filha mais nova do duque Alfredo de Saxe-Coburgo-Gota, filho da rainha Vitória do Reino Unido. Miguel começou a escrever cartas para ela a setembro de 1902 e, apesar de ele ser russo e ela agora uma princesa alemã, correspondiam em inglês e ele chama-a de “Sima”. Contudo, ela foi impedida de se casar com ele uma vez que a Igreja Ortodoxa Russa proibia o casamento de primos directos. Apesar de tais casamentos terem sido permitidos no passado na Casa Romanov (Grã-duquesa Catarina Pavlovna, que tinha recusado um pedido de Napoleão Bonaparte, teve permissão para se casar duas vezes com primos directos e os seus descendentes mais tarde formaram a Casa de Oldemburgo), o devoto Nicolau II, líder oficial da igreja russa, recusou-se a mudar as regras pelo seu irmão.
Em novembro de 1903, Miguel escreveu a Beatriz para lhe dizer que não se podia casar com ela. A situação agravou-se quando Beatriz recebeu uma carta da sua irmã mais velha Vitória Melita na qual ela culpava Miguel por ter iniciado maliciosamente o romance sabendo bem que dois anos antes, quando Vitória se quis casar com o seu primos Cyrill Vladimirovich depois do divórcio com Ernesto Luís, Grão-Duque de Hesse, a união tinha também sido recusada por Nicolau que mais tarde os exilou quando eles se casaram de qualquer forma. Beatriz, humilhada, foi enviada para o Egipto onde recuperou do seu desgosto, mas escreveu cartas reprovadoras a Miguel até 1905.

## Casamento e exílio

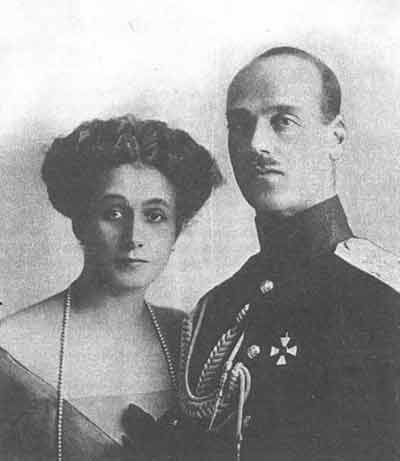
Miguel com a esposa Natália

Natália Wulfert era descrita pelos seus contemporâneos como uma bonita jovem de 18 anos e com um espírito independente quando conheceu Miguel em 1906. Filha de um advogado de Moscovo, casou-se pela primeira vez aos 16 anos com o director musical de Bolshoi Mamontv. Enquanto estava casada com Wulfer, conheceu Misha e, segundo relatos, houve uma atracção imediata de ambos os lados. Pouco tempo depois tornaram-se amantes e o grão-duque, seguindo a lei, escreveu ao seu irmão Nicolau para lhe pedir permissão para se casar com ela.
A família real britânica tinha o seu desdém por ver os seus membros casar com pessoas divorciadas, mas os princípios dos Romanov eram ainda mais complexos. De acordo com as leis paulinas, os membros da família imperial estavam proibidos de contrair "matrimónios desiguais." Assim, os membros da família eram obrigados a unir-se com outras famílias reais ou aristocráticas que fossem aprovadas pelo czar. Durante o reinado de Nicolau II, a maioria dos casamentos "escandalosos" envolveram uniões entre membros da família com cidadãos russos fora da aristocracia. Por exemplo, a sua irmã mais nova, Olga Alexandrovna, casou-se com um coronel muito respeitável, mas sem qualquer ligação à aristocracia. Por isso a oposição da família ao casamento de Miguel com Natália não se deveu tanto à sua falta de origens aristocráticas, mas sim ao facto de esta ser divorciada.
Nicolau não aceitou o casamento e deixou-o bem claro quando enviou o seu irmão para um posto de comando afastado em Orel. Natália foi enviada para umas longas "férias" pela Europa. Os amantes trocaram vários telegramas e cartas e, finalmente, não conseguíram manter-se afastados. Viveram juntos sem se casarem durante vários anos. Em 1910, Natália deu à luz o único filho do casal, Jorge, que recebeu o nome em honra do irmão mais velho de Miguel, o grão-duque Jorge Alexandrovich. Apenas dois eventos interromperam o silêncio entre Nicolau e Miguel: a grave crise de hemofilia de Alexis na Polónia em 1912 e a Primeira Guerra Mundial.
Quando Miguel recebeu a notícia da gravidade do estado de saúde de Alexis na casa de férias da família em Spala, na Polónia, entrou em pânico. Ele e Natália tinham vivido como vagabundos imperiais, viajando pela Europa com o seu filho bebê. Contudo, se Alexis morresse, Miguel tornar-se-ia novamente herdeiro ao trono e não queria sê-lo sem Natália a seu lado como esposa legítima. Com a falta de saúde do sobrinho e o fim aparente de gestações de Alexandra, Miguel temia que o facto de ainda não se ter casado com Natália fosse utilizado para o atirar para um casamento imperial com outra mulher, por isso, durante a crise, casou-se com a sua companheira em Viena, numa Igreja Ortodoxa Sérvia. Fê-lo para que o seu irmão Nicolau ou a Igreja Ortodoxa Russa não pudessem afastar Natália que recebera agora o apelido de Romanov.
A atitude de desafio de Miguel em relação à sua família pode ser comparada ao que o seu primo Eduardo VIII do Reino Unido faria anos mais tarde com Wallis Simpson, uma divorciada americana que o levaria a abdicar do trono de Inglaterra. Para os românticos o amor que unia Miguel e Natália pode ser inspirador, mas para Nicolau II da Rússia, este acto foi visto como traição que deixou o czar zangado e devastado, principalmente devido ao facto de o irmão ter escolhido uma altura tão complicada como era a possível morte do herdeiro ao trono. A zanga entre os dois irmãos intensificou-se e não seria resolvida até ao rebentar da Primeira Guerra Mundial dois anos mais tarde.

## A Primeira Guerra Mundial

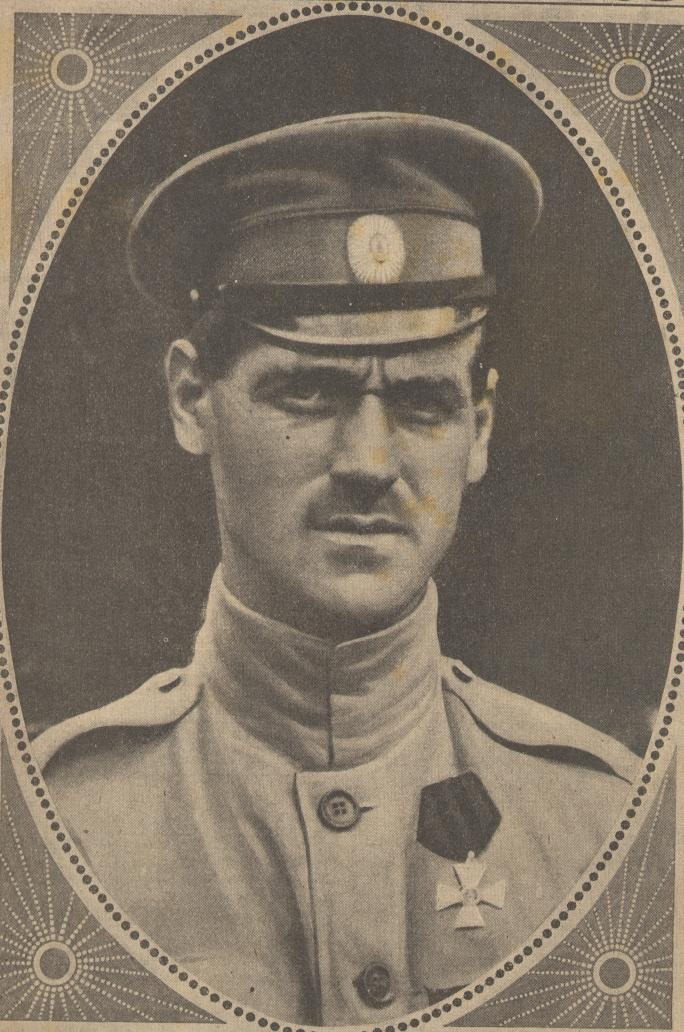
Grão-duque Miguel durante a Primeira Guerra Mundial

Nicolau não pediu a ajuda de Miguel imediatamente após o rebentar do conflito em agosto de 1914. Foi o melhor amigo de Miguel, o general Ivan Ivanovich, que se colocou entre os dois irmãos e intercedeu por Miguel, sugerindo que ele deveria ser nomeado comandante da "Divisão Selvagem."
A "Divisão Selvagem" era uma unidade de soldados voluntários, composta por seis regimentos de muçulmanos provenientes da região do Cáucaso. Miguel era uma escolha popular entre os combatentes desta unidade onde quase todos guardavam uma fotografia do grão-duque no uniforme.
Natália fundou vários hospitais por toda a cidade de Petrogrado (como era chamada São Petersburgo na altura) e até transformou o Palácio de Gatchina num pólo da Cruz Vermelha Dinamarquesa que também serviu de refúgio após a Revolução. Também durante a sua estadia na Rússia recebeu finalmente o título de "Condessa Brassova, juntamente com o seu filho que recebeu o título de Conde Brassov. Apesar de muitos dos membros da família a receberem, incluindo a mãe e irmãs de Miguel, a Condessa nunca foi convidada por Nicolau e Alexandra. Contudo, de acordo com os relatos da época, ela achava suficiente que a tratassem pela "mulher do grão-duque" e aceitava o desdém de outros membros dos Romanov com dignidade. Enquanto Misha estivesse vivo, ela estava feliz. Como anfitriã, entretinha frequentemente membros da Duma Imperial.
Miguel provou ser um corajoso comandante da sua "Divisão Selvagem". É interessante que, enquanto grande parte do exército se tenha revoltado e dispersado após a revolução, esta divisão manteve a sua disciplina e objectivo, sendo que apenas se separou em 1920 depois de ter combatido ao lado do Exército Branco, altura em que foram evacuados para Constantinopla com o general Wrangel. Alguns dos seus descendentes podem muito bem ser rebeldes combatentes na Chechénia, uma vez que muitos dos membros da unidade provinham dessa região.
Não existem provas de que o grão-duque Miguel tenha participado em qualquer conspiração, nomeadamente as dos grão-duques entre 1916-1917 e acredita-se que, apesar de tudo, se manteve leal ao seu irmão até ao último momento. Ele foi apanhado de surpresa, tal como o resto do mundo, quando Nicolau abdicou por si e pelo seu filho no dia 2 de março de 1917. A dinastia Romanov que começara em 1613 com o czar Miguel I da Rússia, acabaria agora com Miguel Alexandrovich.

## Miguel no trono
Alguns historiadores consideram Miguel o último czar da Rússia. O que não deixa qualquer dúvida é que ele foi nomeado oficialmente como sucessor de Nicolau II e, se as coisas tivessem sido diferentes, poderia mesmo ter chegado a czar. Contudo, ele herdou uma situação que, a cada hora que passava, se ia complicando cada vez mais, fugindo ao seu controlo ou de alguém. Alexander Kerensky e outros líderes da Duma deixaram bem claro que não poderiam garantir a sua segurança se ele decidisse assumir o poder. Seria um czar sem corte nem apoiantes.
O manifesto de Miguel, datado do dia 3 de março de 1917, é um documento de grande importância devido ao que significou para a família Romanov que, pela primeira vez, escolheu não usar violência para manter o seu poder. Miguel repudiava o uso da força para assegurar a coroa e essa filosofia mantém-se até hoje entre os descendentes da família nomeadamente quanto a uma possível restauração da monarquia.
O seu manifesto dizia:
| “ | Um pesado fardo foi-me entregue pela vontade do meu irmão que, numa altura de luta descontrolada e tumulto popular decidiu transferir-me o trono imperial da Rússia. Partilho com o povo a ideia de que o bem do país se deve elevar acima de qualquer outra coisa e decidi firmemente que apenas aceitarei o poder se essa for a vontade do nosso grande povo, que tem, através do sufrágio universal, de eleger os seus representantes para a Assembleia Constituinte, para assim determinar a forma de governo e as novas leis fundamentais da Rússia. Por isso, pedindo a bênção de Deus, peço a todos os cidadãos da Rússia que obedeçam ao Governo Provisório, que subiu ao poder e tem autoridade plena na iniciativa da Duma Imperial até que chegue a altura certa para uma Assembleia Constituinte, convocada o mais cedo possível e eleita de acordo com os princípios do sufrágio universal, directo, igual e secreto, para que se dê voz ao povo para escolher a sua forma de governo. | ” |
|   | — Miguel_Alexandrovich Romanov. |   |

Neste documento, Miguel nem aceita, nem rejeita a coroa. Claramente não se trata de uma abdicação, como alguns afirmaram. Em vez disso, Miguel inicia um novo rumo que defendia já antes da queda de Nicolau, para que se formasse um governo representativo. Ele governaria como um monarca constitucional, ou então, se o povo assim o decidisse, nem sequer subiria ao trono. Miguel manteria o contacto com Alexander Kerensky até à subida ao poder dos bolcheviques após a Revolução de Outubro de 1917. As eleições que Miguel convocara chegaram a realizar-se, mas a assembleia constituinte acabou por ser dissolvida pelos bolcheviques.
Miguel  era uma visita frequente do Palácio de Alexandre depois de regressar à Rússia. A sua última visita ocorreu no dia 31 de julho de 1917 quando lhe foi dada permissão pelo líder do governo provisório, Alexandre Kerensky, para visitar o seu irmão mais velho, Nicolau II da Rússia, antes de a família imperial ser enviada para o exílio em Tobolsk. Essa foi também a última vez que se viram.

## A vida depois da Revolução de Outubro

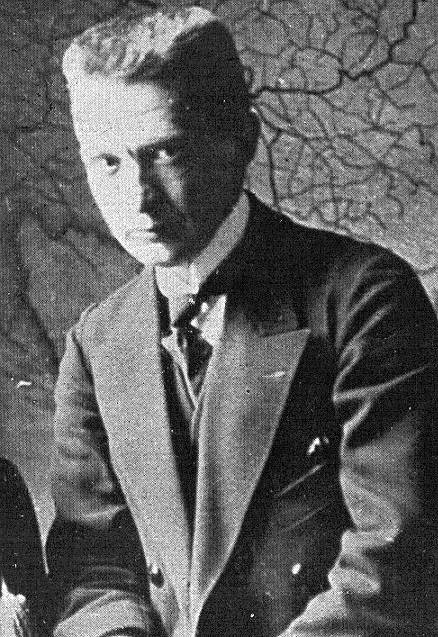
Miguel ajudou Alexander Kerensky a fugir da Rússia.

Miguel ajudou Alexander Kerensky a sair da Rússia após a Revolução de Outubro, obtendo um passaporte dinamarquês através das suas ligações familiares. Os Dinamarqueses ainda ocupavam Gatchina e ofereceram à família e amigos de Miguel uma pequena sensação de segurança. Kerensky conseguiu chegar ao Ocidente e viveu nos Estados Unidos até à sua morte em 1970.
Jorge, o filho de Miguel, também saiu da Rússia graças a um passaporte dinamarquês. Viveu em Paris até à sua morte aos 21 anos num acidente de carro. Não teve filhos, por isso hoje não existem descendentes de Miguel.
Natalia, a sua esposa, foi presa durante algum tempo depois da revolução com o seu marido Miguel. Boris Savinkov, o assassino que planeou o atentado terrorista contra o grão-duque Sérgio Alexandrovich da Rússia em 1905, era o responsável pelo casal. Nicolau e Alexandra souberam da detenção de Miguel e Natalia quando estavam exilados em Tobolsk. Todos os preconceitos sobre o casamento impróprio de Misha tinham já desaparecido e Nicolau ficou terrivelmente preocupado com o seu irmão e cunhada.
Miguel, sempre um marido devoto, ordenou que a sua mulher abandonasse a Rússia de qualquer forma possível depois de receber a ordem de exílio para os montes Urais na primavera de 1918. Assim que foi libertada, Natália obedeceu ao marido e, tal como o seu filho, abandonou o país com um passaporte dinamarquês que a identificava como enfermeira da Cruz Vermelha. Viveu uma vida tranquila em Londres durante alguns anos. Em 1931, o seu filho Jorge morreu e, apenas em 1932, descobriu o que tinha acontecido ao seu marido em junho de 1918. Nos seus últimos anos de vida, Natalia tinha perdido grande parte da sua fortuna e recebia pequenas ajudas financeiras dos Romanov e outras famílias reais. Curiosamente a única ajuda financeira que realmente a ajudava veio do seu primo por casamento, o príncipe Félix Yussupov. A filha de Natalia do seu primeiro casamento também conseguiu fugir da Rússia, casou-se, e teve uma filha, Pauline Grey que escreveu o livro "The Grand Duke’s Woman". Quando morreu, sozinha e esquecida em 1952, era esse o seu título preferido.

## Exílio e execução
Muitos dos Romanovs que permaneceram na Rússia, excepto os que se refugiavam na Crimeia, foram enviados para os montes Urais durante a primavera de 1918. Miguel gostou da relativa liberdade durante muitas semanas e sentia-se aliviado por Natália e o filho terem escapado.
Na noite de 11 de junho de 1918, um grupo de bolcheviques entrou de rompante no quarto de hotel de Miguel e ordenou-lhe que se preparasse para ser transferido para um local seguro. Quando ele protestou e tentou telefonar ao líder do Partido Bolchevique a sua liberdade, as linhas foram cortadas. Ele vestiu-se, foi puxado pelo colarinho e atirado para dentro de um carro juntamente com o seu secretário, o britânico Brian Johnson. Os homens conduziram-no para fora da cidade de Perm, onde tinha permanecido em exílio, até uma área de floresta. Ambos foram mortos a tiros pelo grupo. Um relatório indica que Miguel, depois de estar ferido, correu em direcção ao seu amigo com os braços abertos, apenas para ser morto com um tiro no peito. Um dos assassinos usou o relógio de Johnson durante vários anos como recordação.
Os corpos de Miguel Romanov e de Brian Johnson nunca foram encontrados. As suas mortes foram apenas o princípio de uma série de assassinatos de membros da família Romanov que aconteceu entre junho de 1918 e janeiro de 1919. Ao todo, 18 membros da família foram mortos durante este período.